# 太陽のあたる場所 (V6の曲)
「太陽のあたる場所」（たいようのあたるばしょ）は、V6の14枚目のシングル。1999年7月14日にavex traxから発売された。

## 解説
初回限定盤のみ、12cmシングル用のケースに入っている。

## 収録曲
1. 太陽のあたる場所 [5:15]
作詞：BANANA ICE
作曲：BANANA ICE・笹本安詞
編曲：下町兄弟
  - Coming Century主演 日本テレビ系ドラマ『新・俺たちの旅 Ver.1999』主題歌
  - 長野博以外のメンバーにソロパートがある。
  - 関西セルラー電話「登場篇」CMソング

プロモーションビデオでは森田剛が4thアルバム『"LUCKY" 20th Century, Coming Century to be continued...』ジャケット写真の犬のバッジを着けている。
2. Harlem Summer - Coming Century
作詞：園田有吾
作曲・編曲：笹本安詞
3. 太陽のあたる場所（カラオケ）
4. Harlem Summer（カラオケ）

## 収録アルバム
- 『"HAPPY" Coming Century, 20th Century Forever』（#1）
  - アルバムバージョンを収録。
- 『Very best』（#1）
- 『SUPER Very best』（#1）
  - 上記2作品はシングルバージョンを収録。
- 『Very6 BEST』（#1）
  - シングルバージョンと別に通常盤のDISC3にはリアレンジ・レコーディングバージョンを収録している。

## 映像作品
- Film V6 act III-CLIPS and more-（#1）
- VERY HAPPY!!!（#2）
- LIV6（#1）
- LOVE&LIFE 〜V6 SUMMER SPECIAL DREAM LIVE 2003〜（#1）
- 20th Century LIVE TOUR 2009 HONEY HONEY HONEY/We are Coming Century Boys LIVE Tour 2009（#2）
- V6 ASIA TOUR 2010 in JAPAN READY?（ASIA盤 #1）
- V6 LIVE TOUR 2015 -SINCE 1995〜FOREVER- （#1）
- LIVE TOUR V6 groove（#1）